# Ehemalige Klärteiche an der Zuckerfabrik Soest
Koordinaten: 51° 35′ 3″ N, 8° 5′ 15″ O

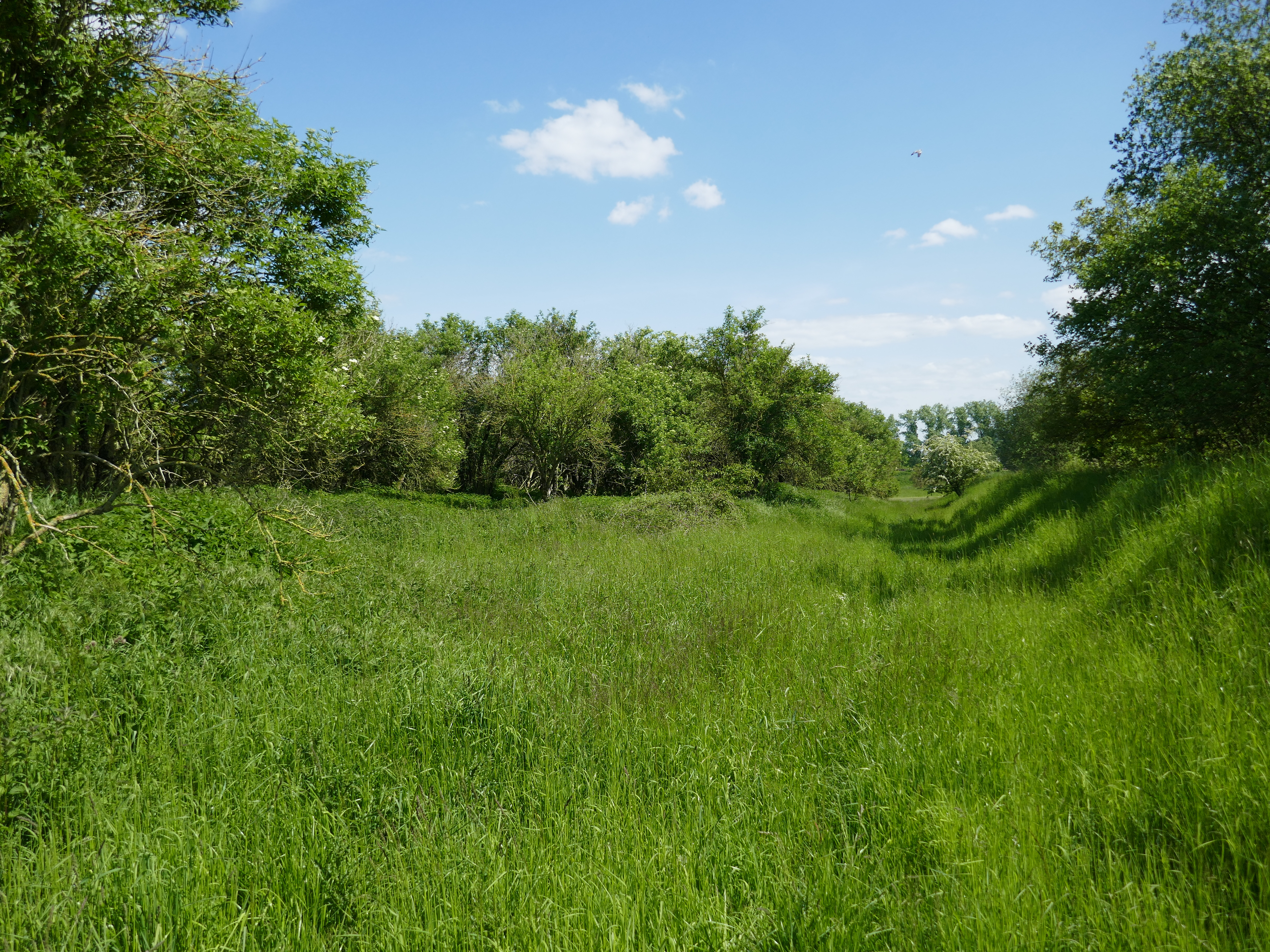
Naturschutzgebiet „Ehemalige Klärteiche an der Zuckerfabrik Soest“

Das Naturschutzgebiet Ehemalige Klärteiche an der Zuckerfabrik Soest liegt auf dem Gebiet der Kreisstadt Soest im Kreis Soest in Nordrhein-Westfalen. Das Gebiet erstreckt sich am nordwestlichen Rand der Kernstadt Soest. Unweit nördlich verläuft die Landesstraße 670, südlich fließt der Soestbach und verläuft die L 747. 

## Bedeutung
Für Soest ist seit 2001 ein 13,335 ha großes Gebiet unter der Schlüsselnummer SO-076 als Naturschutzgebiet ausgewiesen.